# Карасу (Хромтауский район)
Карасу (каз. Қарасу) — село в Хромтауском районе Актюбинской области Казахстана. Входит в состав Аккудыкского сельского округа. Код КАТО — 156039200.

## Население
В 1999 году население села составляло 98 человек (54 мужчины и 44 женщины). По данным переписи 2009 года, в селе проживал 1 мужчина.